# Эраньи
Эраньи (фр. Éragny) — муниципалитет во Франции, в регионе Иль-де-Франс, департамент Валь-д’Уаз. Население — 16 792 человека (2002). Муниципалитет расположен на расстоянии около 26 км северо-западнее Парижа, 4 км юго-восточнее Сержи.

## Демография
Динамика населения (Cassini і INSEE):